# Elisha Perkins

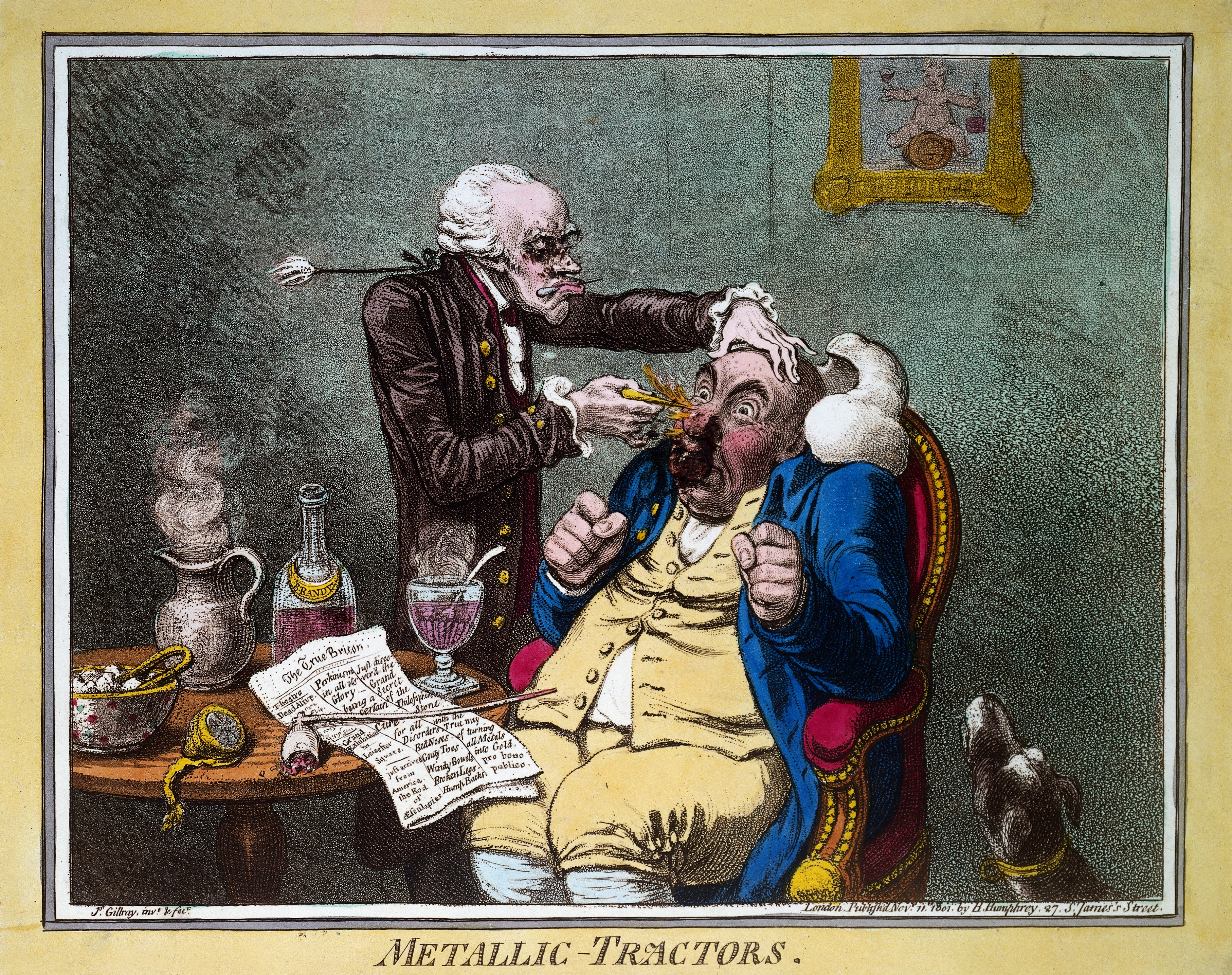
"Metallic Tractors". Caricatura de un curandero que trata a un paciente con tractores de Perkins por James Gillray, 1801

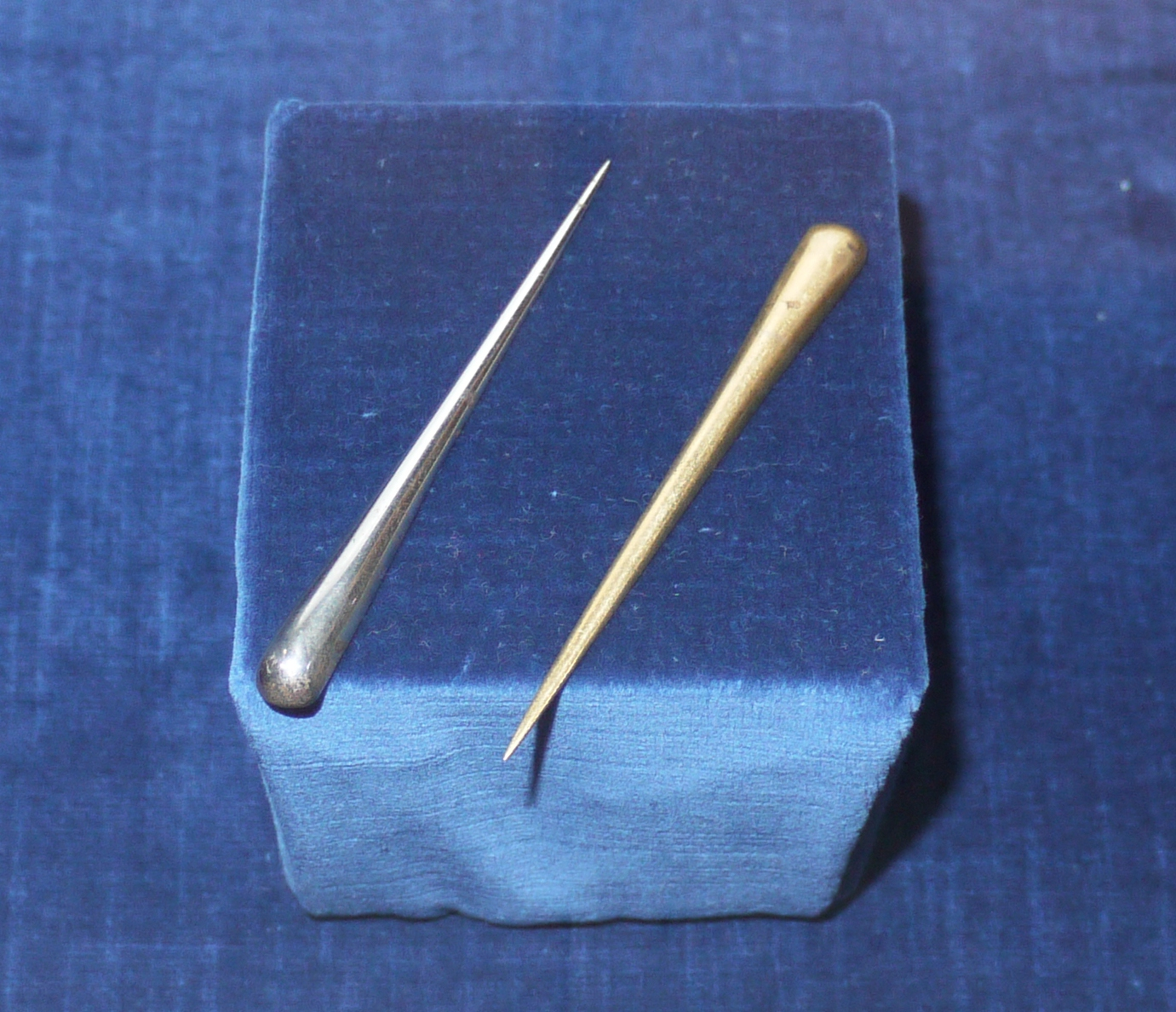
Tractores de Perkins

Elisha Perkins (16 de enero de 1741 – 6 de septiembre de 1799) fue un médico estadounidense que creó un dispositivo médico fraudulento, los Tractores de Perkins. Aunque estaban hechos de acero y latón, Perkins afirmó que estaban hechos de aleaciones metálicas inusuales. Perkins afirmó que sus varillas curaban la inflamación, el reumatismo y el dolor en la cabeza y la cara; El dispositivo fue más tarde objeto de la primera investigación por placebo.

## Biografía
Nació en 1741 en Norwich, Connecticut. Fue educado por su padre Joseph Perkins en Plainfield, Connecticut, donde más tarde ejerció la medicina con éxito. Cuando estalló la Guerra Revolucionaria Estadounidense, Elisha Perkins se desempeñó como cirujano del Ejército Continental durante la Batalla de Bunker Hill en el Sitio de Boston. A fines del siglo XVIII, la progresión de la medicina debido a la Ilustración aumentó la demanda de los consumidores de nuevas terapias, como dispositivos e inventos terapéuticos. En consecuencia, alrededor de 1795-1796, Perkins inventó sus "Tractores", para los cuales obtuvo una patente de 14 años el 19 de febrero de 1796. Los tractores consistían en dos varillas de metal de 3 pulgadas con un extremo puntiagudo; el término proviene del antiguo significado de tractor, "aquello que tira", como en el término 'Tractor beam'. Aunque estaban hechos de acero y latón, Perkins afirmó que estaban hechos de aleaciones metálicas inusuales. Perkins afirmó que sus varillas curaban la inflamación, el reumatismo y el dolor en la cabeza y la cara, además afirmó que podían "sacar el fluido eléctrico nocivo que yacía en la raíz del sufrimiento".
La Sociedad Médica de Connecticut condenó los tractores como " charlatanería engañosa" y expulsó a Perkins de la membresía con el argumento de que era "un titular de una patente y usuario de panaceas". No obstante, Perkins logró convencer a tres facultades de medicina estadounidenses de que su método funcionaba. En Copenhague, Dinamarca, doce cirujanos del "Royal Frederiks Hospital" también comenzaron a apoyar el método. Las críticas de otros médicos se encontraron con cargos de elitismo y arrogancia profesional. Perkins se jactó de 5.000 casos curados. Las curaciones fueron certificadas por ocho profesores, cuarenta médicos y treinta clérigos. De la compra realizada por Washington, el hijo de Perkins, Benjamín Perkins, dijo que el "presidente de los Estados Unidos, convencido de la importancia del descubrimiento a partir de experimentos en su propia familia, se aprovechó de sus ventajas adquiriendo un juego de Tractores para su uso".
Benjamin Perkins era librero e introdujo los tractores en Londres. Allí se fundó la "Perkinsian Institution" en beneficio de los pobres bajo la presidencia de Lord Rivers. En 1798, Benjamin publicó La influencia de los tractores metálicos en el cuerpo humano.
Poco antes de su muerte, Elisha Perkins también inventó la supuesta medicina antiséptica y la usó para la disentería y el dolor de garganta. Perkins también afirmó haber descubierto una cura para la fiebre amarilla. Este consistía en vinagre con muriato de soda que probó en la ciudad de Nueva York durante un brote en 1799. La cura no surtió efecto y Perkins contrajo la fiebre y murió.
Tras la muerte de Perkins, los médicos británicos comenzaron a tener dudas sobre sus tractores. En 1799, el Dr. John Haygarth realizó una prueba en la que trató a cinco pacientes reumáticos con tractores de madera que se asemejaban a los metálicos. Cuatro de ellos informaron que el dolor se alivió. Al día siguiente los pacientes fueron tratados con tractores metálicos con los mismos resultados. El Dr. Haygarth informó sobre sus hallazgos en una publicación titulada Sobre la imaginación como causa y como cura de los trastornos del cuerpo. Los intentos de utilizar los tractores para curar animales resultaron inútiles.
En ese momento, Perkins tenía numerosos seguidores influyentes y la venta de tractores continuó. En 1803, Thomas Green Fessenden publicó su poema "Terrible Tractoration" a favor de Perkins y como una sátira de otros médicos. El hijo de Perkins murió en 1810. Después de eso, la popularidad de los tractores comenzó a decaer.
En 1932, Morris Fishbein comentó que " desafortunadamente nadie ha podido determinar aún si Elisha Perkins era simplemente un médico algo engañado o en realidad un gran impostor".

## Otras lecturas
- Eric Jameson. (1961).The Natural History of Quackery. Editorial Charles C. Thomas.
- Robert Medill McBride, Neil Pritchie. (1956). Great Hoaxes of All Time. Compañía RM McBride.
- William Snow Miller. (1935)). Elisha Perkins and His Metallic Tractors. Yale Journal of Biology and Medicine 8: 41–57.
- Benjamin Douglas Perkins. (1798). The Influence of Metallic Tractors on the Human Body. Londres: Impreso para J. Johnson.